# Región natural

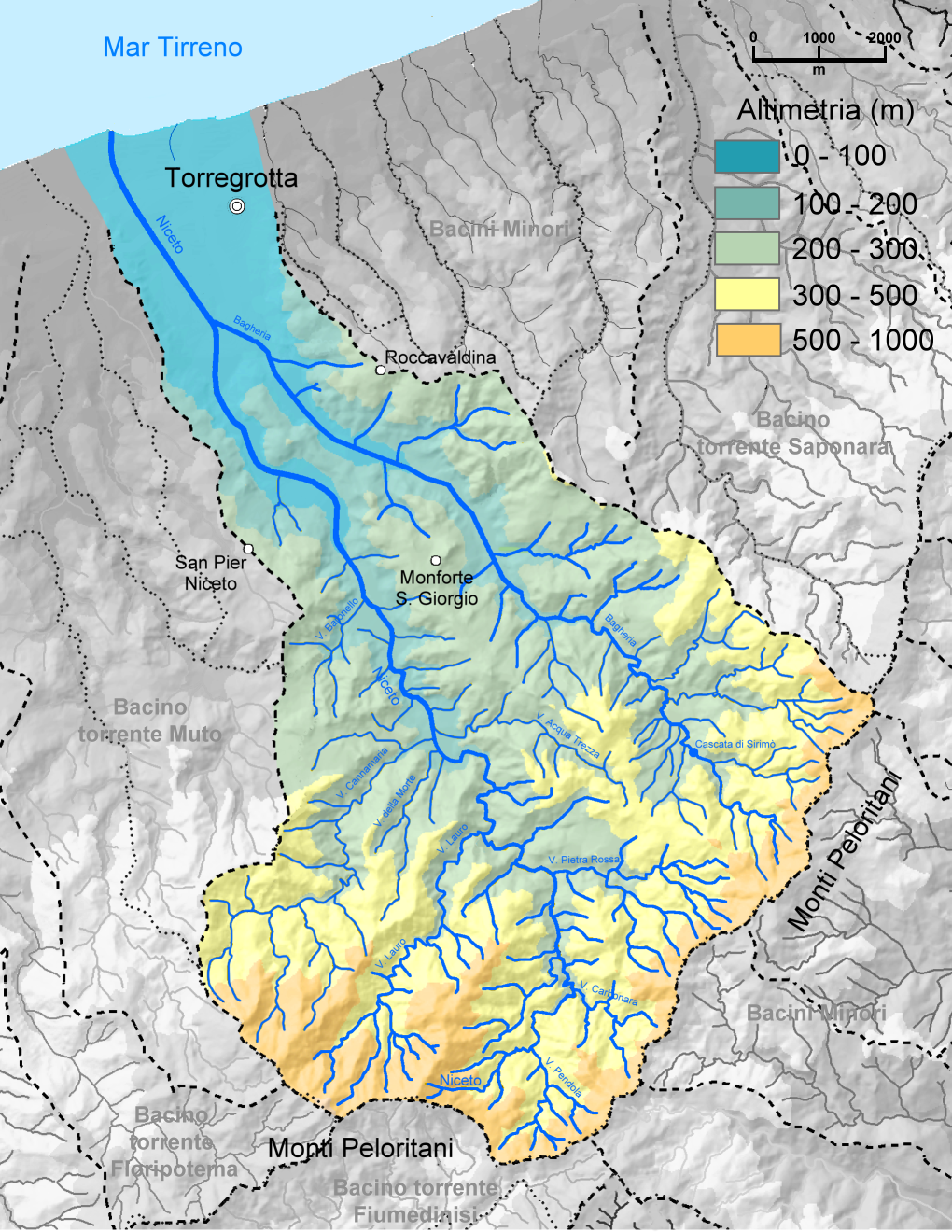
Mapa topográfico correspondiente a la cuenca hidrográfica del río Niceto en Italia. Dicha cuenca hidrográfica con los afluentes y altura del relieve puede considerarse como una región natural.

Una región natural  es una zona delimitada por criterios de geografía física, principalmente los que tienen que ver con el relieve y, en menor grado, con el clima, la hidrografía, la vegetación, los suelos y otras características de la naturaleza.

## Concepto de región natural
Luis Solé Sabarís se refiere a que «cada una de las unidades territoriales determinadas por el relieve, el clima y la vegetación constituye una región natural». Y señala también que «la región geográfica, como todo fenómeno humano colectivo, es compleja y difícil de definir y aún más de delimitar, pues sus límites son convencionales, dependen en gran parte del criterio empleado y además cambian en el tiempo».
Los factores físicos sirven para definir la región natural y para individualizarla como una «región homogénea», noción que se emplea para iniciar el estudio regional de una parte de la superficie terrestre. En España, el estudio de las regiones naturales se inició sobre todo, con las obras del profesor Juan Dantín Cereceda.
En resumen, las regiones naturales son zonas geográficas que poseen cualidades o atributos similares como el relieve, el clima, la vegetación, los suelos, la hidrografía y otros. A continuación se explicarán las características principales del medio físico que se toman en cuenta para la regionalización del mismo.

## Regiones orográficas
Se denominan regiones orográficas a las que están determinadas por el relieve predominante. De acuerdo a las grandes formas del relieve terrestre, las regiones naturales pueden ser:
- Regiones de montaña: región andina, de los Alpes, del Cáucaso, del Himalaya, etc.
- Regiones de llanuras: Grandes Llanos (Estados Unidos), Los Llanos (Venezuela y Colombia), La Pampa (Argentina), llanura panónica (Hungría), etc.
- Regiones de mesetas: Guayana venezolana, altiplano andino, meseta del Tíbet, Mesa Central de México, etc.
- Regiones de colinas: Las Ardenas (Bélgica), los Midlands (Inglaterra), los Vosgos (Francia) y otras.

## Regiones climáticas
Los climas se describen con arreglo a códigos previamente acordados o con términos descriptivos un tanto imprecisos en su definición que, no obstante, resultan útiles. Se puede hablar del clima en términos de zonas, franjas o cinturones de latitud, que pueden trazarse entre el ecuador y el polo en cada hemisferio. Para comprender éstas hay que tomar en consideración la circulación en la capa superior de la atmósfera, o estratosfera, así como en la atmósfera inferior, o troposfera, zona donde se manifiesta el clima. Los fenómenos de la atmósfera superior no fueron conocidos hasta el desarrollo de tecnologías avanzadas, como los globos sonda, los vuelos a gran altitud y los satélites artificiales.
Debido al movimiento de rotación terrestre, se presenta en torno al ecuador un cinturón de bajas presiones atmosféricas en las que el aire asciende por convección, es decir, por esas bajas presiones producidas por la fuerza centrífuga de dicho movimiento y desciende en las zonas subtropicales. Así pues, el cinturón ecuatorial tiende a ser una región de baja presión y periodos de calma interrumpidos por tormentas eléctricas, asociadas a enormes nubes llamadas cúmulos y cumulonimbos, es decir, nubes de desarrollo vertical, como consecuencia de la convección resultante en las áreas de baja presión. Debido a los periodos de calma, este cinturón recibe el nombre de doldrums (estancamiento), término que ahora está en desuso. Se desplaza ligeramente hacia el norte del ecuador durante el verano boreal y hacia el sur durante el meridional. Por contraste, el aire desciende en las zonas subtropicales donde se presentan franjas de clima desértico o semidesértico debido a que el aire descendente tiene muy poca humedad y es muy frío debido a la gran altura de la que proceden. Esto produce una elevada presión atmosférica y vientos secos que tienden a radiar hacia el exterior de los continentes en dichas latitudes subtropicales.
Así pues, las regiones climáticas tienden a constituir franjas o zonas de latitud, modificadas o no por otros factores, como la altitud, la dirección de los vientos dominantes, las corrientes marinas, etc.
Los paralelos notables (los dos trópicos, de Cáncer y de Capricornio y los dos círculos polares) determinan la existencia de cinco zonas geoastronómicas:
- La zona intertropical, ubicada entre los dos trópicos, se caracteriza por tener climas cálidos e isotermos (es decir, que tienen escasa variaciones de temperatura a lo largo del año) por lo cual, las diferencias climáticas se relacionan con la mayor o menor cantidad de lluvias caídas, es decir por el monto pluviométrico anual: clima ecuatorial de selva (lluvias abundantes todo el año), clima de sabana (con una época de lluvias y otra de sequía) y clima seco con escasa lluvias a lo largo de todo el año. Además están los climas de altura determinados por la altitud bajo el concepto de pisos térmicos.

- Las Zonas templadas

- Las Zonas polares

## Regiones fitogeográficas
Toman en cuenta, fundamentalmente, el predominio de determinadas formaciones vegetales en una zona determinada. Su empleo está relacionado con las tareas de planificación que deben tomarse para mejorar o extender dichas formaciones con fines económicos (bosques maderables, zonas de pastos naturales, prevención de incendios, selección y mejoramiento de las especies vegetales, etc.)

### Matorral
Esta zona es característica de un clima seco. Algunas plantas son espinosas, que pueden tener hojas gruesas y siempre verdes. En los matorrales de clima cálido se pueden encontrar plantas xerófitas como  los cujíes, dividivi, cardón. La fauna está representada, principalmente, por serpientes, reptiles y arácnidos. Y en el tipo de matorral mediterráneo abundan las plantas pequeñas con raíces profundas y extendidas: romero, tomillo, retama y otras, así como otras plantas cultivadas por el hombre desde hace miles de años: almendro, algarrobo, higuera, olivo, etc.

### Chaparral
Es propio de un clima extremoso, con veranos secos y cálidos e inviernos fríos. En ciertos lugares convive y se confunde con la zona de matorral. La vegetación es escasa, casi siempre plantas pequeñas de vida corta, con semillas resistentes a las altas temperaturas y al fuego, y de raíces profundas. Roedores, aves de rapiña, lagartijas y serpientes son características de su fauna. El chaparral es un ecosistema de arbustales o brezales, primariamente de California, EE. UU., con un clima mediterráneo (medio, inviernos húmedos y veranos cálidos y secos) y quemazones. Similares comunidades vegetales se encuentran en cinco regiones climáticas mediterráneas del mundo, incluyendo la cuenca endorreica mediterránea (conocida bosque o matorral mediterráneo), Chile central (matorral chileno), región del Cabo en Sudáfrica (conocida como fynbos), y el oeste y sur de Australia.

### Sabana

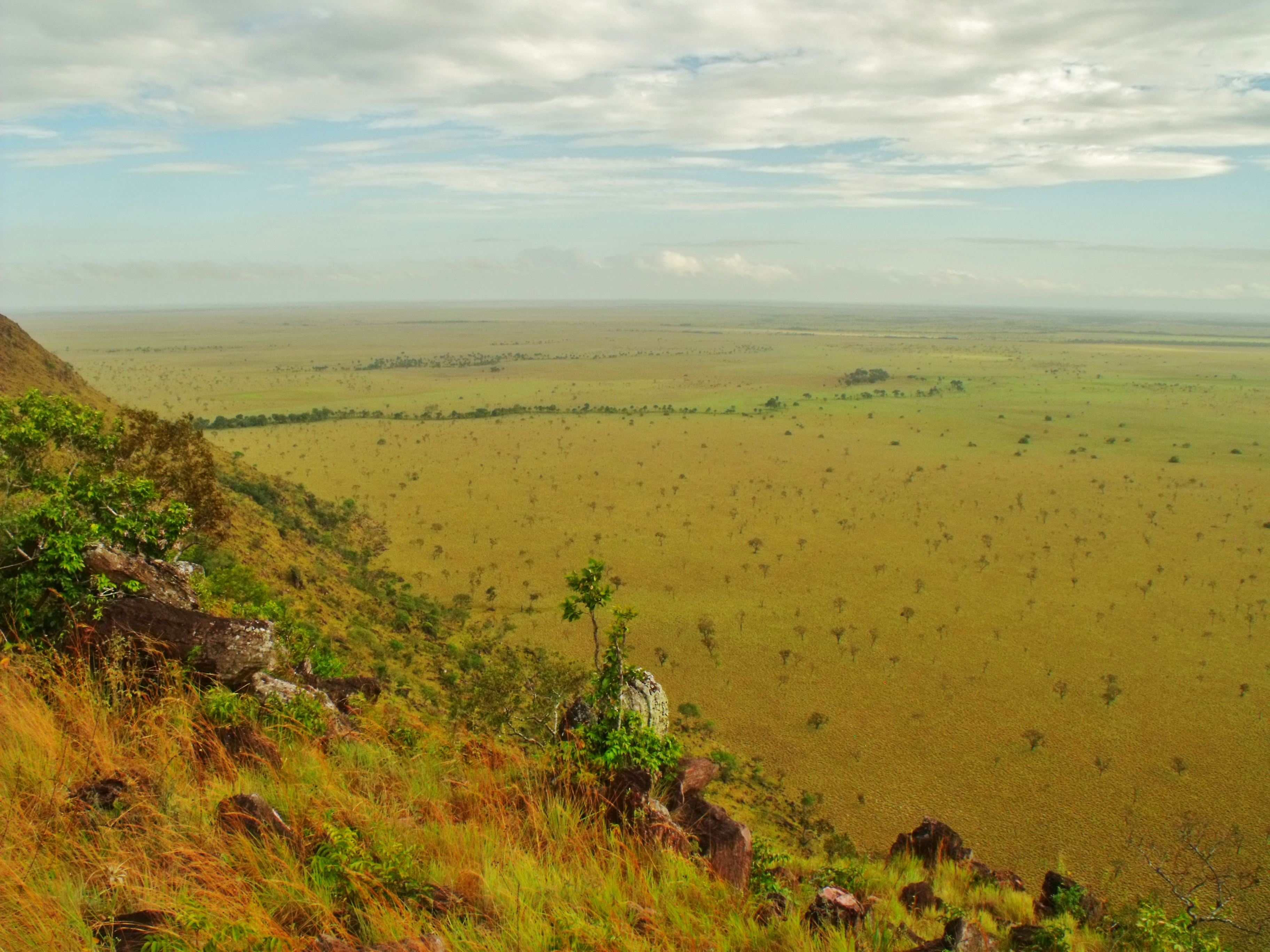
Extensas llanuras de vegetación sabanera en los Llanos venezolanos. Imagen tomada desde las galeras del Cinaruco, durante la estación seca. Obsérvese la curvatura del globo terrestre. Las líneas de vegetación siguen los cursos de agua aunque esta sea escasa (Selva de galería).

Esta zona se encuentra en lugares de la zona intertropical con lluvias durante el verano hemisférico (mayo a octubre en el hemisferio norte y noviembre a abril en el hemisferio sur). La vegetación se extiende por las mayores llanuras de la zona, y está constituida por gramíneas que forman pastizales en la época de lluvias que se hacen amarillos en la temporada seca. Estas regiones pueden aprovecharse para una agricultura extensiva (caña de azúcar, arroz, algodón, maíz, etc.) que, cada vez en mayor proporción, van ocupando antiguas zonas de pastos para la ganadería que también es extensiva. La mayor parte del paisaje de sabana se localiza en la América intertropical (a ambos lados de la selva amazónica), en gran parte de África (también a ambos lados de la selva ecuatorial del Congo) y en ciertas partes de Australia. La fauna varía en cada una de las zonas señaladas, especialmente en lo que respecta a animales de la Era Cenozoica, aunque es más similar en especies más antiguas (reptiles, invertebrados), lo cual se debe a la fragmentación del antiguo continente de Gondwana y al clima similar.

### Selva húmeda

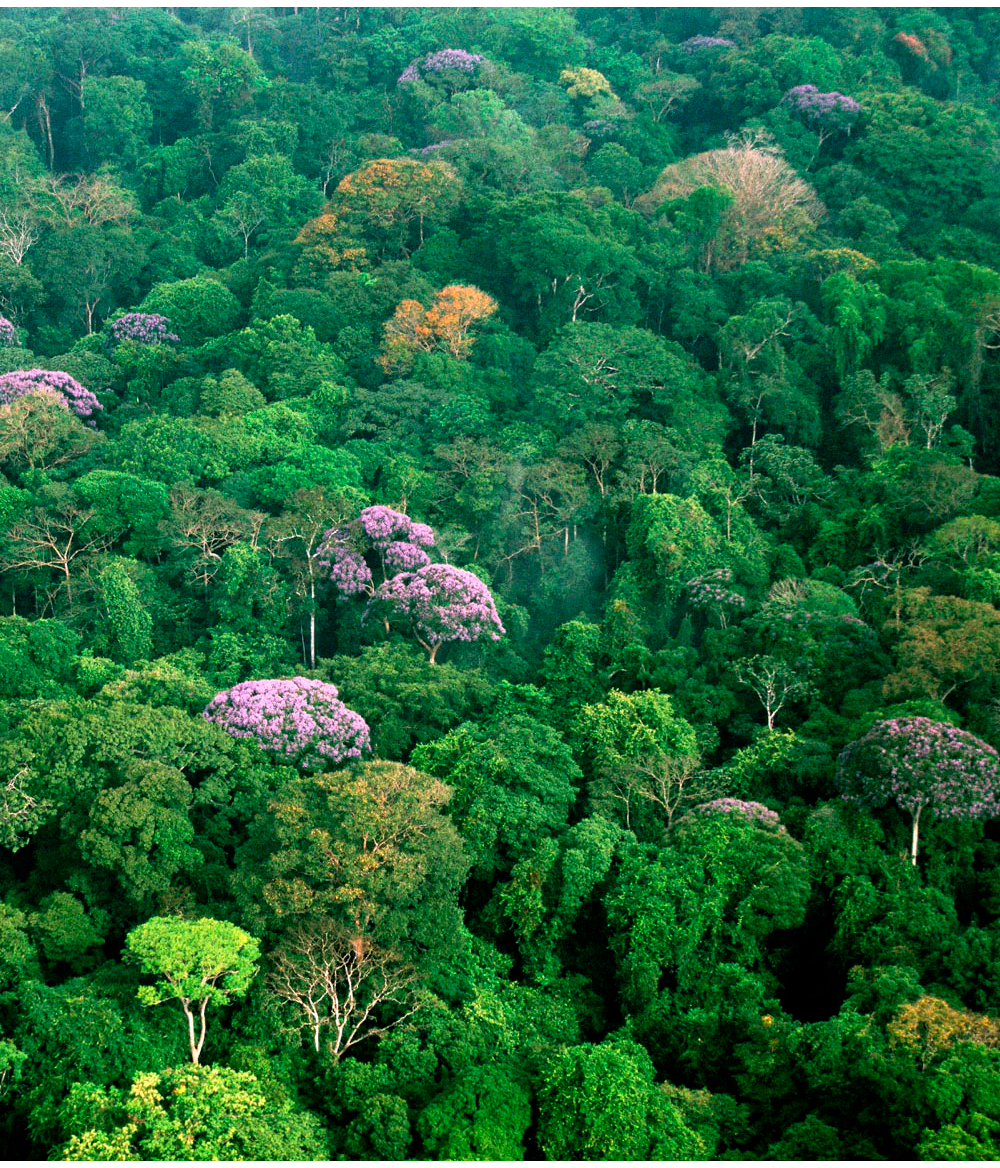
Selva macrotérmica de la zona intertropical en Barro Colorado, Canal de Panamá

Es una zona propia de un clima cálido y lluvioso. El clima cálido y húmedo permite el crecimiento de árboles de madera fina, como la caoba en América y el ébano en África. Esto la hace una zona con posibilidades de una explotación forestal controlada y de bajo impacto ecológico, ya que una explotación forestal indiscriminada alteraría demasiado la biodiversidad de las especies vegetales y ello traería consigo una difícil y muy larga recuperación. Existen plantas trepadoras, epífitas y parásitas, las primeras buscan el soporte de árboles y plantas de mayor altura hasta alcanzar la luz solar; las segundas viven sobre otras plantas que les sirven de sostén; y las terceras viven sobre otras de las que obtienen el agua y el alimento que necesitan para vivir.

La fauna es variada con muchas especies de insectos, peces, reptiles, aves y mamíferos, estos últimos de pequeño o mediano tamaño, en razón a la exuberante vegetación que caracteriza a este hábitat.